# 로사리오 (아르헨티나)
로사리오(Rosario)는 산타페주에 있는 아르헨티나 제3의 도시이다. 수도의 서북쪽으로 약 300 km 떨어진 곳에 위치하고 있으며, 파라나강의 서쪽 기슭에 있는 양항(良港)으로, 농산물의 수출, 국내 수송의 중계지이다. 2008년 현재 인구는 약 90만이다. 혁명가 체 게바라의 고향으로 알려져 있다.축구선수 리오넬 메시의 고향이다.

## 개요
로사리오는 아르헨티나 제3의 도시로 아르헨티나 공업의 한 축을 이루고 있다. 로사리오에는 주요 철도의 철도역이 있어서 아르헨티나 북동부의 교통의 중심지이기도 하다. 선박도 파라나 강을 통해 이곳에 접근할 수 있다. 이곳은 수심이 9.75m나 되는 깊은 항구가 있어서 해상 수출입의 중계지로서의 역할도 한다.
도시 외곽에는 푸자토(Pujato)라는 시골 마을이 있다. 이 곳은 아르헨티나의 축구감독 리오넬 스칼로니의 고향이다.
로사리오와 파라나강 건너편의 빅토리아를 연결하는 로사리오-빅토리아 대교가 2003년 개통되었다.

## 역사
로사리오는 정확한 기록은 존재하지는 않지만, 1793년 10월 7일 인구 457명으로 설립되었다고 전해진다. 1852년 8월 3일 도시로 승격이 되었지만, 당시에는 싼타페 남쪽을 가르지르는 작은 강줄기로 있해 "시내가 있는 땅"이라는 의미의 파고 데 로스 아로요스(Pago de los Arroyos)로 불렸다. 1689년 루이스 로메로 데 피네다 선장이 스페인 왕가에 대한 복역의 대가로 왕의 칙령으로 이곳의 토지를 하사 받게 되었다.

## 스포츠
아르헨티나의 프로축구 1부리그인 아르헨티나 프리메라 디비시온 소속의 다음과 같은 팀들이 있다.
- 로사리오 센트랄
- 뉴얼스 올드 보이스

## 출신 인물
- 루시오 폰타나 : 화가 조각가
- 체 게바라 : 혁명가
- 다리오 구란디네티 : 배우
- 데미안 만소 : 축구 선수
- 리오넬 메시 : 축구 선수
- 앙헬 디 마리아 : 축구 선수
- 마우로 이카르디 : 축구 선수
- 마르셀로 비엘사 : 축구 감독
- 지오반니 로 셀소 :  축구 선수

## 인구
| 연도 | 인구      | ±%      |
| ---- | --------- | ------- |
| 1858 | 9,785     | —       |
| 1869 | 23,169    | +136.8% |
| 1887 | 50,914    | +119.8% |
| 1900 | 112,462   | +120.9% |
| 1910 | 192,278   | +71.0%  |
| 1926 | 407,354   | +111.9% |
| 1947 | 584,587   | +43.5%  |
| 1960 | 669,173   | +14.5%  |
| 1970 | 806,942   | +20.6%  |
| 1980 | 956,761   | +18.6%  |
| 1991 | 1,118,905 | +16.9%  |
| 2001 | 1,161,188 | +3.8%   |
| 2010 | 1,193,605 | +2.8%   |

## 기후
로사리오 지역은 팜파스의 다습한 아열대성 기후(퀘펜 기후군, Cfa)이며, 변덕스런 날씨로 유명하다. 평균 기온은 최대 23.4 °C에서 최저 11.6 °C에이며, 연 평균 강수량은 1,038mm이다. 이곳의 겨울 날씨는 아르헨티나의 수도권 도시 지역보다 더 따듯하며, 겨울의 최저 평균 기온은 4.4 °C이다. 이것은 이 도시의 평평한 지형적 특성 때문이며, 파라나강 언덕에 위치해 있어서 인구 밀집으로 인해, 도시 열섬 현상이 일어난다.
| 로사리오의 기후 | 로사리오의 기후 | 로사리오의 기후 | 로사리오의 기후 | 로사리오의 기후 | 로사리오의 기후 | 로사리오의 기후 | 로사리오의 기후 | 로사리오의 기후 | 로사리오의 기후 | 로사리오의 기후 | 로사리오의 기후 | 로사리오의 기후 | 로사리오의 기후 |
| 월 | 1월             | 2월             | 3월             | 4월             | 5월             | 6월             | 7월             | 8월             | 9월             | 10월            | 11월            | 12월            | 연간            |
| --- | --------------- | --------------- | --------------- | --------------- | --------------- | --------------- | --------------- | --------------- | --------------- | --------------- | --------------- | --------------- | --------------- |
| 역대 최고 기온 °C (°F) | 40.6 (105.1)    | 39.3 (102.7)    | 37.0 (98.6)     | 34.3 (93.7)     | 32.9 (91.2)     | 29.6 (85.3)     | 31.6 (88.9)     | 36.1 (97.0)     | 37.3 (99.1)     | 38.0 (100.4)    | 39.5 (103.1)    | 40.7 (105.3)    | 40.7 (105.3)    |
| 일평균 최고 기온 °C (°F)                                                                                                  | 30.9 (87.6)     | 29.4 (84.9)     | 27.7 (81.9)     | 23.9 (75.0)     | 20.1 (68.2)     | 17.0 (62.6)     | 16.5 (61.7)     | 19.2 (66.6)     | 21.5 (70.7)     | 24.3 (75.7)     | 27.5 (81.5)     | 29.8 (85.6)     | 24.0 (75.2)     |
| 일일 평균 기온 °C (°F) | 24.8 (76.6)     | 23.4 (74.1)     | 21.5 (70.7)     | 17.7 (63.9)     | 14.2 (57.6)     | 11.0 (51.8)     | 10.1 (50.2)     | 12.3 (54.1)     | 15.0 (59.0)     | 18.2 (64.8)     | 21.3 (70.3)     | 23.6 (74.5)     | 17.8 (64.0)     |
| 일평균 최저 기온 °C (°F)                                                                                                  | 18.7 (65.7)     | 17.7 (63.9)     | 16.0 (60.8)     | 12.4 (54.3)     | 9.4 (48.9)      | 6.2 (43.2)      | 4.9 (40.8)      | 6.3 (43.3)      | 8.7 (47.7)      | 12.3 (54.1)     | 15.0 (59.0)     | 17.3 (63.1)     | 12.1 (53.8)     |
| 역대 최저 기온 °C (°F) | 7.0 (44.6)      | 5.0 (41.0)      | 1.2 (34.2)      | −0.9 (30.4)     | −6.1 (21.0)     | −8.1 (17.4)     | −8.4 (16.9)     | −7.8 (18.0)     | −4.8 (23.4)     | −1.2 (29.8)     | 1.8 (35.2)      | 5.1 (41.2)      | −8.4 (16.9)     |
| 평균 강수량 mm (인치) | 120.7 (4.75)    | 127.4 (5.02)    | 138.4 (5.45)    | 119.9 (4.72)    | 57.7 (2.27)     | 28.3 (1.11)     | 23.0 (0.91)     | 35.3 (1.39)     | 48.0 (1.89)     | 118.7 (4.67)    | 108.2 (4.26)    | 127.9 (5.04)    | 1,053.5 (41.48) |
| 평균 강수일수 (≥ 0.1 mm)                                                                                                  | 7.3             | 7.7             | 7.4             | 8.5             | 5.3             | 4.5             | 4.2             | 3.6             | 5.3             | 8.9             | 8.2             | 9.0             | 79.8            |
| 평균 강설일수 | 0.0             | 0.0             | 0.0             | 0.0             | 0.0             | 0.0             | 0.1             | 0.0             | 0.0             | 0.0             | 0.0             | 0.0             | 0.1             |
| 평균 상대 습도 (%) | 67.8            | 72.8            | 75.4            | 78.1            | 81.0            | 80.9            | 77.9            | 72.6            | 68.5            | 69.3            | 65.6            | 65.5            | 73.0            |
| 평균 월간 일조시간 | 297.6           | 240.1           | 235.6           | 183.0           | 173.6           | 147.0           | 173.6           | 195.3           | 195.0           | 223.2           | 267.0           | 288.3           | 2,619.3         |
| 평균 일일 일조시간 | 9.6             | 8.5             | 7.6             | 6.1             | 5.6             | 4.9             | 5.6             | 6.3             | 6.5             | 7.2             | 8.9             | 9.3             | 7.2             |
| 가능 일조율 | 73              | 71              | 64              | 64              | 58              | 50              | 52              | 59              | 56              | 58              | 65              | 65              | 61              |
| 출처 1: 아르헨티나 국립기상청 (평년값: 1991년~2020년, 극값: 1875년~현재)                                                  |                 |                 |                 |                 |                 |                 |                 |                 |                 |                 |                 |                 |                 |
| 출처 2: Meteo Climat (극값 일부), Oficina de Riesgo Agropecuario (극값 일부), 라플라타 국립대학교 (일조율: 1971년~1980년) |                 |                 |                 |                 |                 |                 |                 |                 |                 |                 |                 |                 |                 |

## 자매 도시
- 이탈리아 알레산드리아
- 파라과이 아순시온
- 스페인 빌바오
- 멕시코 몬테레이
- 중국 상하이
- 브라질 포르투알레그리
- 베네수엘라 카라카스
- 세네갈 다카르
- 이스라엘 하이파
- 콜롬비아 마니살레스
- 우루과이 몬테비데오
- 페루 피스코
- 볼리비아 산타크루즈